# Le Chant du monde (maison d'édition)
Pour les articles homonymes, voir Le Chant du monde.
 (avril 2017).
Le Chant du monde est une maison d'édition musicale et un label discographique français créés en 1938 par Léon Moussinac. En 2015, PIAS rachète le catalogue Harmonia Mundi dont Le Chant du Monde faisait partie.

## Histoire

### Débuts
Fondé en 1938 par Léon Moussinac, écrivain et historien du cinéma, Le Chant du monde est la première maison française à exercer une double activité d'éditeur littéraire et phonographique. Son comité de parrainage est composé de musiciens et compositeurs prestigieux tels que Georges Auric, Roger Désormière, Arthur Honegger, Charles Koechlin, Darius Milhaud, Francis Poulenc, Manuel Rosenthal et Albert Roussel, dont les noms contribuèrent à l'essor du Chant du monde.
Dans le domaine du disque (le 78 tours), Le Chant du monde fait recueillir les musiques traditionnelles des provinces françaises et du monde entier dont certains compositeurs contemporains réalisèrent des harmonisations, enregistrées et publiées. Au programme des premiers concerts que Le Chant du monde organise, les noms des compositeurs français voisinaient avec celui de Dmitri Chostakovitch, alors révélé au public français.
Pendant toute la durée de la Seconde Guerre mondiale, l'activité du Chant du monde, classé comme « bien juif », est interdite. 

### Maturité
Après la guerre, dirigée par Renaud de Jouvenel, dans l'orbite et avec le soutien du Parti communiste français, Le Chant du monde travaille en lien avec les Éditions sociales internationales et la firme soviétique Melodiya. Le label signe un contrat d'édition avec les compositeurs soviétiques Sergueï Prokofiev, Dmitri Chostakovitch et Aram Khatchatourian, et diffuse en France des enregistrements de Oistrakh, Rostropovitch, Kondrachine, Richter, Svetlanov. Outre ces artistes du bloc de l'Est, le label signe aussi avec des compositeurs comme Iannis Xenakis ou Louis Durey et les musiciens Serge Baudo, Hélène Boschi ou Setrak. La compositrice Elsa Barraine est à cette époque la directrice artistique des éditions.
Parallèlement, dans le domaine de la chanson, le Chant du monde publie les tout premiers enregistrements de Léo Ferré, Mouloudji, Cora Vaucaire, puis, plus tard, ceux de Colette Magny et Jacques Bertin. Le label fait aussi découvrir en France des artistes du monde entier tels que Atahualpa Yupanqui et Uña Ramos (Argentine), Vladimir Vyssotski et Boulat Okoudjava (Russie), Woody Guthrie et Steve Waring (États-Unis) ou encore Paolo Conte (Italie).

### Nouveau départ
En 1990, Le Chant du monde fonde avec Harmonia Mundi à Moscou la société mixte d'édition phonographique Saison Russe, consacrée au départ à l'enregistrement de la musique russe de toutes les époques, et qui s'ouvrira ensuite sur d'autres répertoires, comme l'intégrale des symphonies de Mahler par Evgueni Svetlanov. En 1993, Le Chant du monde rejoint le groupe Harmonia Mundi, alors dirigé par Bernard Coutaz, et reste actif à la fois dans la musique classique (collections Saison Russe, Praga), les variétés, les musiques pour enfants (Steve Waring, duo Imbert & Moreau) et les musiques traditionnelles. En 1996, en partenariat avec le CNRS et le Musée de l'Homme, il publie Les Voix du monde, une anthologie des expressions vocales en trois CD.
Le Chant du monde fournit le matériel d'orchestre des grandes formations symphoniques et met à disposition du public, en vente ou location depuis sa bibliothèque musicale, des partitions des grands auteurs russes du XXe siècle, Prokofiev, Khatchatourian, Kabalevsky, Chostakovitch, Alexandre Lokchine, Mossolov, Knipper, Miaskovski, mais encore de générations plus récentes (Edison Denisov, Alfred Schnittke, Sofia Goubaïdoulina, Youri Kasparov, etc.) d'auteurs français (Nicolas Bacri, Renaud Gagneux, Antoine Duhamel, Jean Wiéner, Erik Satie, François Vercken, Guy Morançon, Régis Campo, Max Pinchard, etc.) ou d'autres pays (Ramon Lazkano, Oscar Strasnoy, Elżbieta Sikora, etc.).
Le catalogue discographique comprend des enregistrements de Léo Ferré, Julos Beaucarne, Élisa Vellia, Tchavolo Schmitt, Raphaël Faÿs, Vladimir Vyssotski, Gianmaria Testa, Angelo Debarre, Marc Perrone, Édith Piaf, Oscar Peterson, Charles Trenet, Éric Lareine, Moussu T e lei Jovents, etc.
Le Chant du monde est l'éditeur (et donc le propriétaire des droits) de morceaux aussi célèbres que Plaine, ma plaine, L'Internationale, la Suite pour orchestre de jazz (no) de Dmitri Chostakovitch ou encore La Danse du sabre de Aram Khatchatourian. Cette section en tant qu'éditeur a été rachetée en 2016 par Wise Music. PIAS conserve les droits sur les enregistrements.

## Collections[3]
- "In" Special
- "Mémoire"
- 50 ans de Chansons Sovietiques
- Anthologie de la musique bulgare
- Anthologie de la Musique Traditionnelle Française
- Berceuses
- Canto Libre / Le Chant du Monde
- Chants & Danses
- Chants des Peuples Soviétiques
- Chevance
- Clefs pour la Chine
- Collection "Musique du Monde"
- Collection au Concert
- Collection Herman Vuylsteke
- Collection J. Enoch
- Édition David Oistrakh
- Édition Emil Guilels
- Enfance du Monde
- Ethnologie Vivante
- Grandes Figures du Flamenco
- Histoire de France par les Chansons
- I Rouge
- Immortal Characters
- Jeunes Solistes de Notre Temps
- La Chanson Rebelle
- La Voix des Géants Collection
- Le Chant du Monde Club
- Le Jardin Musical
- Le Nouveau Chansonnier International
- Le Siècle d'Or
- Melodia / Le Chant Du Monde
- Mémoire (2)
- Mille Ans de Musique
- Musique Aujourd'hui
- Musique ne notre Temps (2)
- Now We're Going To Feature The Pianist In The Band
- Pages Célèbres (2)
- Percussions
- Portée
- Praga
- Precious & Rare Collection
- Radio Nights
- Saison Russe
- Spécial Folk
- Spécial Instrumental
- The Masters of Tango - Les Grandes Figures
- Toute la Musique Russe
- Traditions Musicales des Cinq Continents
- Voyage en URSS

### Sources
- Alain Cochard, « Les nouveaux visages d'un éditeur », Diapason, no 462,‎ septembre 1999, p. 67
- Vincent Casanova, « Jalons pour une histoire du Chant du Monde à l’heure de la guerre froide (1945-1953) », Bulletin de l'Institut Pierre Renouvin, no 18 « Centre d'Histoire des Slaves »,‎ 23 avril 2004, p. 141-162 [[PDF] p. 83-97] (lire en ligne).